# У (ван Корьо)
У (кор. 우, 禑, U, U; 25 липня 1365 — 31 грудня 1389) — корейський правитель, тридцять другий володар Корьо. Не був пізніше визнаний в офіційному родоводі ванів в «Історії Кореї». Не отримав посмертного храмового імені. Опинився під впливом промонгольської знаті, що призвело до занепаду держави Корьо загалом і династії Ван зокрема.

## Життєпис
Не належав до династії Ван, що панувала в державі Корьо. Найімовірніше, був сином буддійського ченця Сіндона, наставника вана Конмина, й рабині Бан'я. Народився 1365 року, отримавши ім'я Моніно (Слуга Будди). 1371 року було вбито Сіндона. Невдовзі після того ван Конмин наказав Моніно прибути до палацу, де офіційно оголосив його своїм рідним сином від законної наложниці Хан і єдиним спадкоємцем престолу. Тоді ж його ім'я було змінено на У.
1374 року Конмина було вбито внаслідок змови. Тоді ж У став новим ваном Корьо. Фактична влада зосередилася в руках промонгольської партії на чолі з Лі Інімом. В той період велася боротьба з японськими піратами та надавалася підтримка династії Північна Юань, що вела війну проти повсталих «червоних пов'язок». 1377 року У відрядив посольство на чолі з Чон Мончжу до Японії з метою отримання допомоги проти піратів.
1377 року за підтримки ванського двору ченцем Пегун Хвасаном було надруковано першу книгу у світі металевим шрифтом (типографським засобом) — «Чікчі», випередивши відповідне друкування Йоганна Гутенберга на 68 років.
Підтримка монголів викликала невдоволення значної частини знаті та чиновників, що виступали проти монголів. Їх очолював Лі Сонгьо.
1385 року У вирішив налагодити дипломатичні стосунки з імперією Мін. 1388 року ван відрядив війська на чолі з Лі Сонгьо для захоплення Ляодунського півострова. При цьому він сподівався, що китайські війська імперії Мін були зайняті боротьбою з Північною Юань. Лі Сонгьо дійшов до річки Амноккан, де отаборився на острові Віхвадо. Невдовзі він рушив на свою ж столицю  — Кегьо. В результаті У-вана було повалено, а його вірного військовика Чхве Йона страчено. Новим ваном було поставлено Чхана, сина У.
Спочатку поваленого було заслано на острів Канхва, потім, 1389 року, переміщено до Каннин, де страчено.